# Зграда телевизије Петровец
Зграда телевизије Петровец (слк. Budova televízie Petrovec) је зграда на излазу из Бачког Петровца према Гложану. Ово је највећа зграда у Бачком Петровцу. Грађена је од 1996. до 1997. како би емитовала програм телевизије Петровец. Има око 10 спратова.